# بلیتس (زاکسونی)-آنهالت
بلیتس (زاکسونی)-آنهالت (به آلمانی: Beelitz) یک منطقهٔ مسکونی در آلمان است که در آرن‌برگ واقع شده‌است. بلیتس ۸۲ نفر جمعیت دارد.